# Botanische Tuin van de Universiteit van Warschau
De botanische tuin van Warschau maakt onderdeel uit van de Universiteit van Warschau en heeft een oppervlakte van 22 hectare. Nabij de botanische tuin ligt het astronomisch observatorium van Warschau. De tuin is gelegen achter het Kazimierzowskipaleis en is in breder perspectief onderdeel van het Łazienkipark.
De botanische tuin werd aangelegd voor de medische school. De huidige tuinen werden aangelegd in 1818 toen Tsaar Alexander I van Rusland, die tevens koning was van Congres-Polen, grond schonk aan de Universiteit van Warschau. 

## Geschiedenis
De tuin werd gesticht in 1811 en in 1818 schonk de Tsaar-Koning 22 hectare aan de universiteit. In 1824 publiceerde directeur Michał Szubert de  eerste catalogus van de botanische tuin. In de catalogus stonden zo'n 10.000 soorten planten. Deze tuin was toen de grootste van Europa.
Na de Novemberopstand in 1830 tegen het Keizerrijk Rusland in het vroegere grondgebied van Polen-Litouwen moest de tuin 2-3e van zijn grond afstaan aan de tsaar en werd het een schim van de eerdere botanische tuin. In 1850 respecteerde de society van Warschau de tuin ook niet, want men nam gewoon planten mee voor een eigen Orangerie. Rond diezelfde periode werd de tuin een ontmoetingsplaats voor Poolse nationalisten.

## Soorten planten
De Botanische tuin bestaat uit meerdere tuindelen en beschikt onder andere over een oude en een nieuwe Rotstuin.